# Ghent (Wirginia Zachodnia)
Ghent – jednostka osadnicza w Stanach Zjednoczonych, w stanie Wirginia Zachodnia, w hrabstwie Raleigh.